# Liste der Kulturdenkmäler in Perscheid
In der Liste der Kulturdenkmäler in Perscheid sind alle Kulturdenkmäler der rheinland-pfälzischen Ortsgemeinde Perscheid aufgeführt. Grundlage ist die Denkmalliste des Landes Rheinland-Pfalz (Stand: 27. Oktober 2023).

## Einzeldenkmäler
| Bezeichnung                    | Lage             | Baujahr | Beschreibung     | Bild |
| ------------------------------ | ---------------- | ------- | ---------------- | ---- |
| Katholische Kirche St. Albanus | Römerstraße Lage | 1841–43 | Saalbau, 1841–43 | BW   |